# San Juan Moderno (Santurce)
|                                                  |                                                         |
| Coordenadas                                      | 18°27′00″N 66°3′39″O / 18.45000, -66.06083              |
| Entidad • País • Territorio • Municipio • Barrio | Sub-barrio Estados Unidos Puerto Rico San Juan Santurce |
| Superficie                                       | 0,09 km² (0,04 mi²)                                     |
| Población • Densidad poblacional                 | 1.083 (2000) 11.836,1 km² (30.655,3 mi²)                |

San Juan Moderno es uno de los cuarenta “sub-barrios” del barrio Santurce en el municipio de San Juan, Puerto Rico. De acuerdo al censo del año 2000, este sector contaba con 1.083 habitantes y una superficie de 0,09 km².